# Денієл Калуя
Де́нієл Калу́я (англ. Daniel Kaluuya; нар. 24 лютого 1989, Лондон, Англія) — британський актор і сценарист. Він отримав міжнародне визнання за роль Кріса Вашингтона у фільмі жахів «Пастка» (2017), за яку отримав численні нагороди, в тому числі номінації на премію Оскар, премію BAFTA, премію Гільдії кіноакторів США, а також премію «Золотий глобус» в номінації «найкращий актор». У тому ж році він також отримав номінацію на премію BAFTA «Висхідна зірка».

## Життєпис
Денієл Калуя народився 24 лютого 1989 року в Лондоні, куди його сім'я емігрувала з Уганди. Він навчався у лондонському римсько-католицькому коледжі Святого Алоізїя, що дає хлопчикам класичну освіту.

## Кар'єра
Калуюя розпочав кар'єру у підлітковому віці в театрі імпровізації. Пізніше він знявся у перших двох сезонах британського телесеріалу «Скінс» (також працював сценаристом). Грав головну роль у п'єсі «Заборонений прийом» в театрі Royal Court у Лондоні, отримав за неї премії Evening Standard Award і Critics' Circle Theatre Award в номінації «видатний новачок».
Він отримав визнання за свою роль в епізоді «П'ятнадцять мільйонів нагород» серіалу «Чорне дзеркало», а також зіграв Тіліфа у серіалі BBC «Психовілль» і Мака у серіалі BBC Three «Привиди». Калуя зіграв роль агента Такера у фільмі «Агент Джонні Інгліш: Перезапуск» (2011), а у 2013 році він з'явився у фільмі «Пипець 2». У 2015 році він зіграв роль другого плану у фільмі Дені Вільнева «Сікаріо». У 2017 році виконав головну роль у фільмі «Пастка», за яку був номінований на Оскар як найкращий актор. У 2018 році зіграв В'Кабі у блокбастері Marvel Studios «Чорна Пантера».

## Фільмографія

### Фільми
| Рік  | Назва                           | Оригінальна назва                   | Роль                             | Примітки  |
| ---- | ------------------------------- | ----------------------------------- | -------------------------------- | --------- |
| 2006 |                                 | Shoot the Messenger                 |                                  |           |
| 2008 | Кас                             | Cass                                |                                  |           |
| 2010 | Чат                             | Chatroom                            |                                  |           |
| 2011 | Агент Джонні Інгліш: Перезапуск | Johnny English Reborn               |                                  |           |
| 2013 | Ласкаво просимо до капкану      | Welcome to the Punch                | Juka Ogadowa                     |           |
| 2013 | Пипець 2                        | Kick-Ass 2                          | Black Death                      |           |
| 2015 | Сікаріо                         | Sicario                             | Reggie Wayne                     |           |
| 2017 | «Пастка»                        | Get Out                             |                                  |           |
| 2018 | Чорна Пантера                   | Black Panther                       | В'Кабі                           |           |
| 2018 | Вдови                           | Widows                              | Jatemme Manning                  |           |
| 2019 | Квін та Слім                    | Queen & Slim                        |                                  |           |
| 2020 | Різдвяна історія                | A Christmas Carol                   |                                  |           |
| 2021 | Іуда і чорний месія             | Judas and the Black Messiah         |                                  |           |
| 2022 | Чорна пантера: Ваканда назавжди | Black Panther: Wakanda Forever      |                                  |           |
| 2022 | Ноу                             | Nope                                | OJ                               |           |
| 2023 | Людина-павук: Крізь Всесвіт     | Spider-Man: Across the Spider-Verse | Хобарт "Хобі" Браун / Панк-павук | озвучення |